# 莫朴
莫朴（1915年—1996年），原名莫璞，曾用名丁甫、夏仁波，男，江苏南京人，中国美术家，中国美术家协会常务理事，浙江省美术家协会原主席。